# Zamig Aliyev (futbolista)
Zamig Aliyev (Bakú, 5 de mayo de 2001) es un futbolista azerí que juega en la demarcación de defensa para el KF Egnatia de la Superliga de Albania.

## Selección nacional
Tras jugar en las categorías inferiores de la selección, finalmente hizo su debut con la selección de fútbol de Azerbaiyán en un partido de la Liga de Naciones de la UEFA 2024-25 contra Suecia que finalizó con un resultado de 6-0 a favor del combinado sueco tras dos goles de Dejan Kulusevski y cuatro de Viktor Gyökeres.

## Clubes
| Club              | País       | Año       | Partidos | Goles |
| ----------------- | ---------- | --------- | -------- | ----- |
| Qarabağ FK        | Azerbaiyán | 2020-2022 | 1        | 0     |
| Kapaz PFK         | Azerbaiyán | 2022-2023 | 21       | 0     |
| Araz-Naxçıvan PFK | Azerbaiyán | 2023-2024 | 21       | 0     |
| KF Egnatia        | Albania    | 2024-     | 42       | 1     |

## Palmarés

### Títulos nacionales
| Título                     | Club       | País       | Año  |
| -------------------------- | ---------- | ---------- | ---- |
| Liga Premier de Azerbaiyán | Qarabağ FK | Azerbaiyán | 2022 |
| Copa de Azerbaiyán         | Qarabağ FK | Azerbaiyán | 2022 |
| Supercopa de Albania       | KF Egnatia | Albania    | 2024 |
| Superliga de Albania       | KF Egnatia | Albania    | 2025 |